# Alessandro Astolfi
Alessandro Astolfi (Padova, 11 ottobre 1909 – Padova, 17 febbraio 1981) è stato un calciatore italiano, di ruolo attaccante.

## Carriera
Militò per quattro stagioni consecutive nel Padova, totalizzando 7 presenze (una delle quali in prima divisione nella stagione 1928-1929) e 2 gol.
Nel 1932 si trasferì al Venezia, con cui nella stagione 1932-1933 mise a segno 6 gol in 31 presenze in Serie B. L'anno seguente realizzò invece 4 gol in 16 presenze.
Nell'estate del 1934 passò al Rovigo, con la cui maglia giocò per due stagioni consecutive nel campionato di Prima Divisione, la terza serie dell'epoca.
Nella stagione 1936-1937 fu in forza al Fano (con la cui maglia giocò 3 sole volte in campionato), prima di tornare brevemente al Rovigo, mettendo a segno un gol in 2 presenze nel campionato di Serie C.
In carriera ha giocato una partita in Divisione Nazionale e 53 partite con 10 gol segnati in Serie B.